# Fritz Hülsmann
Fritz Hülsmann (* 13. Dezember 1894 in Solingen; † 17. Dezember 1949 in Weiden in der Oberpfalz) war ein deutscher Maler und Zeichner der Düsseldorfer Schule.

## Leben
Fritz Hülsmann studierte 1913/14 an der Königlich-Preußischen Kunstakademie in Düsseldorf bei Eduard von Gebhardt und Willy Spatz. Während des Ersten Weltkrieges war er von 1914 bis 1918 im Kriegsdienst bei der Luftwaffe. 1918 stürzte er als Jagdflieger ab und war danach zu einem Lazarettaufenthalt in Metz. 1919 folgten nochmals Studien an der Akademie und die Mitgliedschaft im Künstlerverein Malkasten (bis 1925). Anfang der 1920er Jahre unternahm er einige Studienreisen, die ihn in die Niederlande, nach Frankreich (Paris) und Italien führten. Von 1925 bis 1929 war er in Berlin als Kunstmaler ansässig, studierte zudem bei Max Liebermann und kam dadurch in Kontakt zu Karl Scheffler. Bis 1934 hielt er sich in La Ciotat / Bouches-du-Rhône in Südfrankreich auf und machte die Bekanntschaft mit Julius Meier-Graefe. Zwischen 1934 und 1942 hatte Hülsmann verschiedene Wohnsitze in München und am Ammersee.
In der Zeit des Nationalsozialismus war Hülsmann Mitglied der Reichskammer der bildenden Künste. Für diese Zeit ist seine Teilnahme an sechs Gruppenausstellungen sicher belegt. 1937 wurde im Rahmen der deutschlandweiten konzertierten Aktion „Entartete Kunst“ aus der Bayerischen Staatsgemäldesammlung München sein Bild Badende am Ufer (1935, Tempera auf Holz, 50 × 61 cm), das nicht dem nazistischen Kunstgeschmack entsprach, beschlagnahmt. Es gelangte 1939 über den Kunsthändler Bernhard A. Böhmer in den internationalen Kunsthandel. Sein heutiger Verbleib ist ungeklärt.
1940 weilte Hülsmann mit Carl Otto Müller und weiteren Berliner Malern zu einem Malaufenthalt an der Ostsee in Althagen auf dem Fischland. In München kam es zur Freundschaft mit dem Kunsthistoriker Erich von der Bercken und zur Bekanntschaft mit Gerhard Marcks, von dem er 1941 ein Porträt fertigte. 1942 nahm er seinen Wohnsitz in Weiden in der Oberpfalz, hier lebte er bis zu seinem frühen Tod.

„H.s Œuvre umfaßt Porträts […], Landschaften, Akte und Stilleben, häufig in dunklen Tönen mit Sfumato in einem impressionistischen, von Paul Cézanne und M. Liebermann inspirierten Stil. Figurenbilder im Stil des Expressiven Realismus lehnen sich kompositorisch teilw. an Karl Hofer an.“

## Werke (Auswahl)
- Selbstporträt als Fliegeroffizier, 1918[6]
- Triptychon „Männliche Welt“, 11,90 × 3,70 m[7]
- Liegender Frauenakt in südlicher Landschaft, Öl/Lw., 1935 (Wuppertal, Von der Heydt-Museum)
- Porträt Gerhard Marcks, 1941[6]
- Steilufer an der Ostsee, Öl/Lw. o. J. (München, Lenbachhaus)[8]
- Mädchenbildnis, Öl/Lw., um 1942 (München, Lenbachhaus)
- Birnenstillleben, Öl/Holz, 1948 (München, Lenbachhaus)
- Bildnis meiner Frau, Öl/Lw., o. J. (Mannheim, Kunsthalle)[5]

## Ausstellungen
Einzelausstellungen
- 1952: München, Städtische Galerie im Lenbachhaus, Gedächtnis-Ausstellung[5]

Beteiligungen
- 1929: Berlin, Galerie Weber[9]
- 1937: München, Palais Leuchtenberg
- 1938: Würzburg, Otto-Richter-Halle; Düsseldorf, Kunstverein; Köln, Kunstverein
- 1943: Wien, Künstlerhaus: Junge Kunst im Deutschen Reich
- 1946: Stuttgart, Kunst-Kabinett Ketterer
- 1955: Solingen, Deutsches Klingenmuseum: B. Reifenberg, G. Marcks, F. Hülsmann. Gedächtnis-Ausstellung. Gemälde – Tuschzeichnungen.
- 1966: Pforzheim, Kunst- und Kunstgewerbe-Verein
- 1949: Hannover, Kestner-Museum
- 2008: Solingen, Museum Baden: Von Corinth bis Meistermann[10]
- 2011: Meiningen, Städtische Galerie: Ich im Aufbruch. 50 Maler des Expressiven Realismus.[5]